# Bill Nelson
Clarence William "Bill" Nelson II (Miami, 29 de setembro de 1942) é um político e astronauta estadunidense, que serviu como senador pelo estado da Flórida de 2001 até 2019. É membro do Partido Democrata. Também exerceu mandato na Câmara dos Representantes da Flórida entre 1972 e 1979 e na Câmara dos Representantes dos Estados Unidos entre 1979 e 1991. Disputou a indicação do partido para concorrer ao governo da Flórida em 1990, mas foi derrotado por Lawton Chiles. Viajou ao espaço entre 12 de janeiro e 18 de janeiro de 1986 na missão STS-61-C, do ônibus espacial Challenger, no último voo de sucesso desta nave antes do desastre de 28 de janeiro de 1986. É, desde maio de 2021, o Administrador da NASA no governo Biden.

## Biografia
Nascido em 29 de setembro de 1942, em Miami na Florida, é filho de Nannie Merle Nelson e de Clarence Nelson.

### Carreira
Nelson iniciou sua carreira política em 1972 sendo eleito Membro da Câmara dos Representantes da Flórida, cargo qual foi reeleito em 1974, 1976 e 1978. Foi congressista pelo 9º círculo da Flórida em 1979 até 1983, e de 1983 até 1991 foi congressista, agora pelo 11º distrito da Flórida. Foi eleito senador pela Flórida em 2000 com 52% dos votos, e reeleito em 2006 com 60% dos votos.

### Vida pessoal
Nelson é casado com Grace Cavert Nelson, com qual tem dois filhos: Bill Nelson, Jr. e Nan Ellen Nelson. Nelson não reconhece sua religião em seu site oficial, mas frequentou a Igreja Batista e a Igreja Episcopal.